# Henry Lawson
Henry Archibald Hertzberg Lawson (17. června 1867 Grenfell – 2. září 1922 Sydney) byl australský spisovatel. Jeho matka Louisa Lawsonová proslula jako spisovatelka, novinářka a sufražetka, otec Niels Hertzberg Larsen byl zlatokop původem z Norska.
Byl jedním z prvních australských autorů, kteří ve svém díle popisovali život prostých venkovských lidí, což mu vyneslo označení „bard buše“. Známá byla jeho báseň The City Bushman z roku 1892, v níž polemizoval s Banjo Patersonem a ironizoval lidi z města, kteří v buši naivně hledají romantiku a ignorují tvrdou realitu. Spolupracoval s časopisem The Bulletin, ve své publicistické činnosti se zasazoval o práva dělníků a o vyhlášení Austrálie nezávislou republikou.
Závěr jeho života byl poznamenán závislostí na alkoholu – žil jako bezdomovec, byl vězněn za neplacení alimentů a skončil v psychiatrické léčebně.
V Austrálii je Lawson považován za národního autora. Jako první australský spisovatel měl státní pohřeb, v Sydney mu byl odhalen pomník, jeho portrét se objevil na australských bankovkách a poštovních známkách.
V češtině vyšel výbor Lawsonových povídek pod názvem S rancem na zádech (SNKLHU 1965, přeložila Jarmila Fastrová).